# La Symphonie du hanneton
 (avril 2012).
Si vous disposez d'ouvrages ou d'articles de référence ou si vous connaissez des sites web de qualité traitant du thème abordé ici, merci de compléter l'article en donnant les références utiles à sa vérifiabilité et en les liant à la section « Notes et références ».
La Symphonie du hanneton est un spectacle théâtral, circassien et chorégraphique créé par James Thierrée et la Compagnie du Hanneton en 1998. Ce spectacle rencontre un  grand succès international et lance réellement la carrière de Thierrée. Il est récompensé par le Prix Adami, en 2005, et quatre Molières en 2006 (spectacle de théâtre public, metteur en scène et révélation théâtrale pour lui, costumes pour sa mère Victoria Thierrée).

## Présentation
La Symphonie du hanneton est un spectacle qui mêle toute sorte d'arts : théâtre, mime, jonglerie, acrobaties, trapèze, violon, chant, danse etc., à la frontière de tous les arts de la scène et des différentes techniques classiques et modernes du cirque.
Prenant la forme d'« un rêve », il commence dans une chambre alors qu'un jeune homme (James Thierrée ) se couche et s'endort. Il est en pyjama, et se retourne, s'agite, se redresse. Il perd ses membres, de la fumée s’échappe de son crâne, et alors l'univers fantasmagorique se met en place. Un tableau, dans la pièce, chante et les personnages peints prennent vie, pendant que le fauteuil joue les trampolines. La vaisselle, tous les ustensiles, deviennent un fabuleux bestiaire où s'affrontent rhinocéros et dragon. 